# Северо-Тихоокеанское течение
Се́веро-Тихоокеа́нское тече́ние — тёплое океаническое течение в северной части Тихого океана.
Продолжение течения Куросио к востоку от Японии называется Дрейфом Куросио (участок тёплого течения между 142 и 160° в. д.), а затем — Северо-Тихоокеанским течением. Движется с запада на восток по направлению к берегам Северной Америки.
В восточной части Тихого океана Северо-Тихоокеанское течение севернее 40-й параллели доходит до 170° в. д., где разветвляется на тёплое Аляскинское, направляющееся к берегам Южной Аляски на север, причём часть вод попадает даже в Берингово море, а вторая ветвь под названием Калифорнийского течения отклоняется к югу, в дальнейшем вливаясь в Северное пассатное течение.
Протекает по границе тропических и полярных вод, образуя широкую переходную область. Температура воды в поверхностном слое в августе 18—23 °C, в феврале 7—16 °C. Скорость течения падает с запада на восток приблизительно от 0,5 до 0,1 м/с (от 2 до 0,4 км/ч). Расход 15—35 млн м³/с.